# مؤامرة مايو
تُشير مؤامرة مايو (بـ التشيكية Májové spiknutí) إلى المحاولة الفاشلة التي قام بها الديمقراطيون الراديكاليون في الأراضي التشيكية للإطاحة بحكومة الإمبراطورية النمساوية في عام 1849.
في عام 1844، قامت مجموعة من الديمقراطيين الراديكاليين التشيكيين (تضم كلاً من التشيكيين والتشيكيين الألمان) بتشكيل نادِ سياسي سري «نادي الإلغاء» (سُمي هذا النادِ باسم الحركة الأيرلندية الواسعة التي نشأت في أيرلندا بهدف إلغاء قانون الاتحاد الصادر عام 1800). وكان من بين زعماء هذا النادي جوزيف فالسلاف فريتش وكاريل سابينا وكاريل سلادكوفسكي وإيمانويل أرنولد وويليام جوتش. جذب هذا النادي الطلاب الراديكاليين وطبقة المثقفين المحليين وظل نشطًا بعد قمع ثورات عام 1848.
قام الروسي ميخائيل باكونين، أحد ثوار الرابطة السلافية، بزيارة براغ في مارس من عام 1849 واقترح تنظيم انتفاضة مسلحة في براغ والعديد من الدول الناطقة بالألمانية في استجابة لرد الفعل السياسي الذي أعقب عام 1848. وكان التاريخ المقرر لهذه الانتفاضة هو الثاني عشر من مايو عام 1849، ولكن نظرًا لقلة خبرة التنظيم، قامت الشرطة بإلقاء القبض على المنظمين في ليلة التاسع من مايو.
وفُرضت حالة الطوارئ في براغ وعدد قليل من المدن الأخرى (أُطلق عليها أيضًا «الحصار» stav obležení) ووُضعت الصحف تحت الرقابة العسكرية وشُكِّلت لجنة عسكرية للتحقيق في المؤامرة. ولم يتم رفع الطوارئ إلا في الأول من سبتمبر عام 1853.وأسفرت هذه المؤامرة عن صدور أحكام بالسجن على 79 شابًا من الراديكاليين، أُطلق سراح معظمهم بموجب قرار العفو العام الصادر في الثامن من مايو عام 1857.